# Anotea flavida
Anotea flavida är en malvaväxtart som först beskrevs av Dc., och fick sitt nu gällande namn av Ulbrich. Anotea flavida ingår i släktet Anotea och familjen malvaväxter. Inga underarter finns listade i Catalogue of Life.